# Богородський Олександр Федорович
Олекса́ндр Фе́дорович Богоро́дський (11 вересня 1907 — 10 грудня 1984) — астроном, директор Астрономічної лабораторії Київського університету.

## Біографія
Народився у Горлівці (Донецька область). 1931 закінчив педагогічний інститут в Ростові-на-Дону. 1933—1936 — аспірант Гаврила Тихова в астрофізичній лабораторії Природничо-наукового інституту ім. П.Лесгафта в Ленінграді, 1936—1938 і 1941—1944 — старший науковий співробітник цього інституту, 1938—1944 — докторант Пулковської обсерваторії.
З 1944 працював в обсерваторії Київського університету (у 1953—1972 — директор), з 1945 викладав в Київському університеті (у 1963—1978 — професор, з 1978 — професор-консультант).

## Наукова робота
Наукові роботи присвячені загальній теорії відносності, астрофізиці, історії астрономії. Розглянув астрономічні наслідки загальної теорії відносності в книгах «Рівняння поля Ейнштейна» (1962) і «Всесвітнє тяжіння» (1971). Досліджував особливості розповсюдження світла в гравітаційному полі, загальне рішення релятивістської задачі Кеплера, рух частинки в полі центрального тіла, що обертається. Узагальнив принцип еквівалентності, вирішив рівняння поля для різних окремих випадків, займався дослідженнями з релятивістської космології і іншим. Низка робіт з фізики Сонця, теорії профілів ліній в спектрах зірок з рухомими атмосферами.
Роботи з історії астрономії присвячені питанням розвитку цієї науки в Києві та в цілому в Україні.
На честь ученого названий астероїд головного поясу 3885 Богородський.